# Đurinac, Svrljig
Đurinac (izvirno srbsko Ђуринац) je naselje v Srbiji, ki upravno spada pod Občino Svrljig; slednja pa je del Niškega upravnega okraja.

## Demografija
V naselju, katerega izvirno (srbsko-cirilično) ime je Ђуринац, živi 178 polnoletnih prebivalcev, pri čemer je njihova povprečna starost 51,2 let (50,0 pri moških in 52,5 pri ženskah). Naselje ima 71 gospodinjstev, pri čemer je povprečno število članov na gospodinjstvo 2,82.
To naselje je, glede na rezultate popisa iz leta 2002, večinoma srbsko, a v času zadnjih treh popisov je opazno zmanjšanje števila prebivalcev.
|  |

| Demografija | Demografija     | Demografija     |
| Leto        | Št. prebivalcev | Št. prebivalcev |
| ----------- | --------------- | --------------- |
|             |                 |                 |
|             |                 |                 |
|             |                 |                 |
|             |                 |                 |
| 1948        | 444             |                 |
| 1953        | 428             |                 |
| 1961        | 366             |                 |
| 1971        | 345             |                 |
| 1981        | 286             |                 |
| 1991        | 241             | 237             |
| 2002        | 201             | 200             |
|             |                 |                 |

| Etnična sestava po popisu iz leta 2002 | Etnična sestava po popisu iz leta 2002 | Etnična sestava po popisu iz leta 2002 | Etnična sestava po popisu iz leta 2002 | Etnična sestava po popisu iz leta 2002 |
| -------------------------------------- | -------------------------------------- | -------------------------------------- | -------------------------------------- | -------------------------------------- |
| Srbi                                   | Srbi                                   |                                        | 198                                    | 99,0%                                  |
| Hrvati                                 | Hrvati                                 |                                        | 1                                      | 0,5%                                   |
| Neznano                                | Neznano                                |                                        | 1                                      | 0,5%                                   |